# رونالد دوس سانتوس لوبيز
رونالد دوس سانتوس لوبيز هو لاعب كرة قدم برازيلي، ولد في 18 يونيو 1997 في بلفورد روكسو في البرازيل.

## وصلات خارجية
- رونالد دوس سانتوس لوبيز على موقع قاعدة بيانات كرة القدم.إي يو (الإنجليزية)
- رونالد دوس سانتوس لوبيز على موقع Soccerway.com (الإنجليزية)